# Resolutie 797 Veiligheidsraad Verenigde Naties
Resolutie 797 van de Veiligheidsraad van de Verenigde Naties werd unaniem aangenomen op 16 december 1992, en richtte de ONUMOZ-vredesmacht op in Mozambique.

## Achtergrond
Nadat Mozambique onafhankelijk was geworden van Portugal kwam de communistische verzetsbeweging FRELIMO aan de macht. Die kreeg al snel de anti-communistische RENAMO tegen zich, waarmee er een burgeroorlog was begonnen die vijftien jaar zou duren. In 1992 kwamen beide partijen na jarenlange onderhandelingen tot een vredesakkoord.

## Inhoud
De Veiligheidsraad:
- Herinnert aan resolutie 782.
- Herinnert ook aan de verklaring van zijn voorzitter op 27 oktober.
- Heeft het rapport van secretaris-generaal Boutros Boutros-Ghali in beschouwing genomen.
- Benadrukt het belang van het vredesakkoord voor Mozambique en de uitvoering ervan.
- Bemerkt de inspanningen om het staakt-het-vuren na te leven en de vertraging bij enkele belangrijke delen van het vredesakkoord.
- Verwelkomt de aanstelling van een tijdelijke Speciale Vertegenwoordiger en het sturen van 25 militaire waarnemers.
- Bemerkt de secretaris-generaals intentie om de kosten in de gaten te houden.

1. Keurt het rapport van de secretaris-generaal goed.
2. Besluit een VN-operatie op te zetten in Mozambique.
3. Besluit verder dat die operatie wordt opgezet voor een periode tot 31 oktober 1993.
4. Roept Mozambique en de RENAMO op samen te werken met de Speciale Vertegenwoordiger en de VN-operatie en het staakt-het-vuren te respecteren.
5. Eist dat alle partijen de veiligheid van het VN-personeel verzekeren.
6. Steunt de secretaris-generaals schema voor het verkiezingsproces.
7. Roept Mozambique en de RENAMO op de voorbereidingen van de demobilisatie zo snel mogelijk af te ronden.
8. Moedigt de lidstaten aan bij dragen aan de VN-operatie.
9. Moedigt hen verder aan vrijwillig bij te dragen aan de VN-activiteiten ter ondersteuning van het vredesakkoord.
10. Vraagt de secretaris-generaal op de hoogte te worden gehouden en tegen 31 maart 1993 te rapporteren.
11. Besluit om actief op de hoogte te blijven.

## Verwante resoluties
- Resolutie 782 Veiligheidsraad Verenigde Naties
- Resolutie 818 Veiligheidsraad Verenigde Naties (1993)
- Resolutie 850 Veiligheidsraad Verenigde Naties (1993)

Lijst ·  726 ·  727 ·  728 ·  729 ·  730 ·  731 ·  732 ·  733 ·  734 ·  735 ·  736 ·  737 ·  738 ·  739 ·  740 ·  741 ·  742 ·  743 ·  744 ·  745 ·  746 ·  747 ·  748 ·  749 ·  750 ·  751 ·  752 ·  753 ·  754 ·  755 ·  756 ·  757 ·  758 ·  759 ·  760 ·  761 ·  762 ·  763 ·  764 ·  765 ·  766 ·  767 ·  768 ·  769 ·  770 ·  771 ·  772 ·  773 ·  774 ·  775 ·  776 ·  777 ·  778 ·  779 ·  780 ·  781 ·  782 ·  783 ·  784 ·  785 ·  786 ·  787 ·  788 ·  789 ·  790 ·  791 ·  792 ·  793 ·  794 ·  795 ·  796 ·  797 ·  798 ·  799